# 2025年北京中日友好医院系列事件
2025年北京中日友好医院系列事件，是北京中日友好医院2025年發生的有关婚外戀及醫務人員違規手术和人事安排的系列事件。此事中也曝出了部分人员通过违规操作以北京协和医学院“4+4”试点班快速获得临床医学博士学位等涉及教育公平、医疗安全的社会争议话题。

## 相关人物
以下所有信息均为事发时情况：
- 肖飞：1986年10月出生，西安人，北京大学医学部毕业，研究生学历，外科学博士学位，中共党员，中日友好医院胸外科副主任医师，北京协和医学院硕士生导师，2020年2月随中日友好医院第五批援鄂医疗队奔赴武汉市同济医院中法新城院区抗疫[2]，2021年入围中日友好医院“菁英计划”人才培育工程骨干人才项目，参与和主持多项科研课题，有发明专利一项，以第一作者发表SCI论文6篇。
- 谷潇雅：北京大学医学部毕业，研究生学历，眼科学博士学位，北京医院眼科副主任医师，师从北京医院眼科副主任、主任医师喻晓兵教授，曾任2023年“健康快車”白内障扶贫复明工程德州站医疗组长[3]，发表眼科相关学术论文数篇，参与多项科研课题。肖飞的妻子，二人有一女（2016年出生），事发时已经处在离婚诉讼状态。事发后停诊若干天。
- 石玉慧：中日友好医院大外科护理单元科副护士长，副主任护师，已婚。2019年2月成为肖飞的情人，同年3月和6月两次怀孕并两次流产（一次稽留流产，一次人工流产）。与多名男同事有不正当关系。
- 董袭莹：1996年6月出生，纽约市哥伦比亚大学巴纳德学院经济学本科毕业，北京协和医学院“4+4”临床医学长学制试点班研究生毕业，临床医学博士学位。师从邱贵兴院士，中国医学科学院肿瘤医院泌尿外科住院医师，中日友好医院胸外科规培医师。曾任北京君晓股权投资中心法定代表人。2024年6月成为肖飞的情人，案发时已有数月身孕，处在休假状态。被部分媒体称为“董小姐”[4]。
- 徐雪钦：中日友好医院胸外科护士，2016年曾与肖飞在单位附近的酒店开房。
- 一名未具名女性：中日友好医院人事处工作人员，2016年曾与肖飞在单位附近的酒店开房。
- 麻昊宁：北京中医药大学、北京协和医学院毕业，研究生学历，外科学博士学位，中日友好医院脊柱外科主治医师，骨科教学秘书，负责规培医师管理工作，音乐爱好者，业余时间在盘尼西林乐队任键盘手和手风琴手，曾因董袭莹违规留科一事与肖飞发生争吵[5][6]。

## 系列事件

### 肖飞婚内出轨并致多人怀孕
2025年4月18日，北京医院眼科副主任医师谷潇雅向中日友好医院纪律委员会递交三封实名举报信，分别为《关于胸外科肖飞多次婚内出轨、意图⾮婚⽣⼦的举报信》《关于胸外科护⼠长⽯⽟慧⽣活作风问题的举报信》《关于泌尿外科董袭莹破坏他⼈家庭，意图⾮婚⽣⼦的举报信》。这些举报信称，肖飞婚内出轨4人，致使石玉慧和董袭莹怀孕，石玉慧曾经在三个月内两次怀孕流产；2016年的谷潇雅怀孕期间，肖飞多次与人事处的女同事出入酒店；肖飞与同科室护士徐雪钦的不正当关系也早已不是秘密；肖飞还因为情感原因将“已麻醉患者晾在手术台40分钟”。谷潇雅在举报信中指出，肖飞已经对她提起离婚诉讼，不仅不知悔改，还对她泼尽脏水，要求她净身出户；石玉慧曾于2019年4月随肖飞去西安见父母，同年6月和8月与正在执行任务的肖飞在包头和北戴河约会，2020年5月被其丈夫发现不正当关系后写下保证书，谷潇雅通过石玉慧丈夫知道此事后也让肖飞写下保证书，但其后石玉慧多次骚扰谷潇雅和家人直到2024年元旦；石玉慧多次对男同事进行性暗示，与多名男性有暧昧关系。举报信附带了图片和录音证据。举报信在网络上迅速流传，引起了广泛讨论，中日友好医院将肖飞停职处理。

### 外科手术进行中离台
有消息称，网传的“已麻醉患者晾在手术台40分钟”事件，实为2024年7月5日，與肖飛存在婚外情的董袭莹因手术操作不规范被巡回护士批评，肖飞护短与护士争吵，公然离场。肖飞本人回应称，他因和护士爆发争吵导致身体不适，“手抖得厉害”，无法进行手术，院方对此没有直接回应。肖飞在接受极目新闻以及九派新闻采访时承认了与某护士长、某规培住院医师存在不正当关系，但否认與這兩位之外的女性有不正當關係。他還辩解称手术时因为生气手抖不得不离场，“离场只有一二十分钟”，不认为对医疗安全有影响。极目新闻评论指出，虽然肖飞很清楚男女关系和医疗安全孰轻孰重，但明显缺乏职业道德，对医疗行为的严谨性缺乏敬畏，严重漠视患者的生命权；医生在术中擅自离场20分钟还是40分钟并无本质区别，虽然没有造成严重后果，但性质十分恶劣；其辩解的本意是为自己“扳回一城”，却无法消除公众的质疑。
2025年4月27日，中日友好医院表示举报情况属实，开除肖飞中国共产党党籍并解除聘用关系。

### 系列医学与人事任职问题

#### 医学教育背景
随后便有网友发现，董袭莹的教育和工作经历有严重问题：她本科毕业于巴纳德学院经济学专业，通过“推荐制”进入医学专业，四年后硕博毕业，回国后转为学医，2019年通过选拔进入北京协和医学院“4+4临床医学试点班”项目（该项目以通识教育为理论依据，称医生应该掌握除医学外更广泛的知识，在少数名牌大学中选拔非医学专业本科毕业生进行四年医学培养，之后再在医院进行若干年规培），成为该项目第一批学生。2021年，从医仅两年的董袭莹即以实习医生的身份在北京市第六医院的医联体胸外科病房手术室参与荧光腔镜精准肺段手术（四级手术），而进行这类手术至少需要主治医师职称，董袭莹已经严重违反了有关规定。
2025年4月29日，中国知网上董袭莹的博士论文和在学术期刊发表的文章均被下架，原因不明。她的博士论文标题为《跨模态图像融合技术在医疗影像分析中的研究》，专业方向为婦科學。其导师，北京协和医学院临床学院（北京协和医院）的邱贵兴院士为骨科专家。论文全文61页，少于博士论文动辄100多页的篇幅，而且正文疑似只有31页，引发了论文“注水”的质疑。该博士论文与2022年北京科技大学马博渊团队（团队成员赵基淮是该校一名听障研究生，其他成员均是该校计算机领域教师）的专利《一种跨模态图像生成和检测的方法及装置》内容高度雷同，而董袭莹之母被指是北京科技大学工程技术研究院副院长、研究员、博士生导师米振莉，赵基淮也疑似因此延毕一年，北京科技大学已对此开展调查。北京协和医学院疑似在官方网站上修改了有关董袭莹的内容（包括校长王辰院士给2023届毕业生的给予和2019年“4+4”录取名单公示），被公众批评为“掩耳盗铃”。巴纳德学院的水平和协和“4+4试点班”的可靠性也遭到了普遍质疑。北京协和医学院校长王辰院士2025年1月接受敬一丹专访时的一段关于“4+4试点班”的表述也引起了争议。但直到国家卫健委的调查结果公布，北京协和医学院都没有对此事作出任何回应。

#### 医院人事操作
谷潇雅的举报信还提到，负责规培生管理的麻昊宁医生因在群内公开质疑肖飞违规延长某规培医生留科时间，发生争执，而麻昊宁被网友发现是“盘尼西林乐队”键盘手，其社交账号三天内涨粉5.3万。案發時，董袭莹已不在中日友好醫院胸外科规培，而是中国医学科学院肿瘤医院泌尿外科一名住院医师（规培阶段）。她的学习和职业经历横跨经济学和医学中的妇科、醫學影像、骨科、外科等多个学科门类，跨度之大极其罕见。谷潇雅的举报信显示，2024年7月，董袭莹在中日友好医院规培期间本应流转至脊柱外科，却利用与肖飞的不正当关系，在他所在的胸外科规培，闹出把已麻醉的患者晾在手术室的事件。

#### 怀孕私生子
2024年9月，董袭莹查出怀有身孕，肖飞为其在北京协和医院国际部产科建档；10月，肖飞向妻子提出离婚被拒绝，但谷潇雅在此之后才发现二人的不正当关系；11月，肖飞与董袭莹租下一处公寓同居；12月，董袭莹在肖飞的陪同下进行产检，后随肖去西安见父母；2025年1月，肖飞向岳母（谷潇雅之母）承认出轨石玉慧和董袭莹，以及打算与董袭莹生下私生子之事。

#### 行业任职
《扬子晚报》记者发现，董袭莹在2016年1月曾经接替董晓辉出任北京一家私募股权投资公司法人代表，2018年11月卸任。公开信息显示，董晓辉是国企中冶建筑研究总院有限公司的董事兼总经理，更被指是董袭莹的父亲，她的其他亲属也被指在不同行业任要职，引发了公众对“门阀”的质疑。该公司办公室工作人员回应称，已经注意到网上相关讨论，正在核实。

## 政府调查

### 立案调查
2025年5月1日，中华人民共和国国家卫生健康委员会宣布针对相关舆情成立调查组，对肖飞、董袭莹及有关机构等进行调查核查。同日，新浪微博官方对该事件相关的不实消息和传播不实消息的账号进行了处理。

### 第一次通报
2025年5月15日，国家卫生健康委员会调查组发布通报：
- 调查组认为，肖飞擅离手术室的行为已将个人情绪凌驾于患者生命安全之上，同时肖飞在婚姻关系存续期间与董袭莹等存在不正当关系，其行为严重违反医师职业道德和医学伦理规范，造成恶劣社会影响，存在违纪违规违法行为。除中日友好医院开除肖飞党籍并解聘外，北京市卫生健康委员会还吊销了他的医师执业证书，并给予其五年以上禁止从事医疗卫生服务的处罚，对中日友好医院给予责令限期改正、警告并罚款的处罚。
- 同时，董袭莹申请北京协和医学院“4+4”试点班的本科4门16学分成绩存在弄虚作假；博士学位论文与同年北京科技大学学位论文高度雷同，存在严重的抄袭情况；发表的学术论文3篇为不当署名、1篇为重复发表，有学术诚信问题，存在违规违法行为。北京协和医学院撤销其毕业证书、学位证书，北京市卫健委撤销其医师资格证书、医师执业证书。
- 北京协和医学院在录取资格确定、临床实习管理、学位论文答辩与审查，以及学生思想政治教育等方面存在试点方案不严密、管理不严格、落实不到位等问题。该校已经在进行深入整改。国家卫健委正会同教育部对北京协和医学院“4+4”试点进行全面评估，督促改革完善。

### 第二次通报
2025年8月15日，國家衛生健康委會同教育部等有關部門通報對涉事人員和單位的處理決定。通報指出 ：
- 2019年1月，董襲莹姑姑、时任北京科技大学国际合作与交流处副处长班晓娟为董襲莹伪造成绩单向时任北京科技大学教务处注册中心主任李大宽打招呼。2023年初，班晓娟为了董襲莹的博士学位論文向其研究生、教师马博渊打招呼，马博渊在其指导的某硕士研究生不知情的情况下，将该研究生学位论文过程稿发给董襲莹。
- 北京协和医院骨科主任仉建国为了能调整董襲莹的住院医师规范化培训轮转计划，向中日友好医院脊柱外科主任移平打招呼。

國家衛生健康委會對中日友好醫院、北京協和醫學院、北京協和醫院、中國醫學科學院腫瘤醫院、北京科技大學等相關單位作出問責，並要求整改與書面檢查：
- 国家卫生健康委员会決定對中日友好医院副院长崔勇诫勉；给予北京协和医学院副院校长张某党内严重警告处分；要求北京協和醫學院對“4+4”試點班項目進行整改，完善報考資格審核、成績單核驗、學術誠信與答辯管理、臨床實習與導師監管等制度，並統一開展住院醫師規範化培訓等後續措施。
- 中日友好医院党委给予胸外科主任梁朝阳党内警告、记过处分；给予大外科护理单元副护士长兼胸外科护士长石玉慧党内警告处分，免职处理；给予护理部副主任、手术麻醉科护理单元护士长兼手术室护理单元护士长张某警告处分；给予脊柱外科主任移平诫勉。
- 北京协和医学院党委给予教务处处长马某降低岗位等级处分，免职处理。北京协和医院党委给予骨科主任仉建国诫勉；给予胸外科主治医师邴钟兴降低岗位等级处分；给予董襲莹导师邱某兴批评教育；给予骨科吴某诫勉谈话并暂停研究生招生资格两年，骨科吴某宏诫勉谈话并暂停研究生招生资格一年；给予重复发表论文的通讯作者吴某科研诚信诫勉谈话。
- 中国医学科学院肿瘤医院党委给予不当署名论文的通讯作者邢某增科研诚信诫勉谈话、批评教育、责令检查；给予不当署名论文的并列第一作者宋某科研诚信诫勉谈话。
- 北京科技大学党委给予班晓娟留党察看一年、撤职处分，取消研究生指导教师资格，调离教师岗位；给予李大宽党内严重警告、记过处分，免职处理；给予马博渊党内严重警告、记过处分，暂停研究生招生资格两年；给予履行管理职责不力的时任教务处副处长宁晓钧诫勉。

## 相关评论
事件发生后，多家媒体发表评论，对有关人员和单位提出了批评，回应了公众关切的问题，对公平、公信力、职业道德等提出了要求。
- 2025年4月30日，中国新闻社官方网站中国新闻网发表题为《三问肖飞董袭莹事件》的评论，对有关方面监管不力、不尊重规则、破坏教育公平的行径提出了质疑和批评[1]。
- 4月30日和5月1日，《楚天都市报》官方网站“极目新闻”发布两篇评论，题目为《点赞麻昊宁，追问肖飞、董袭莹，公众所求的无非是“公平”二字》和《肖飞辩称术中离场仅一二十分钟，难掩漠视患者权益的本质》，表扬了麻昊宁坚持原则的做法，批评了肖、董二人缺乏职业道德，损害患者权益，破坏公平正义的行为，同时对中日友好医院的监管不力和北京协和医学院的“4+4”培养模式提出了质疑[8][19]。
- 4月29日和30日，北京广播电视台主持人赵彬彬在该台新媒体平台“北京时间”发布了题为《桃色漩涡 生命悬置 “医德无问题”的遮羞布》和《董某莹与其删文“灭火”不如直面真相》的两段短视频，批评了肖飞为了情人竟无视患者权益，妄图用辩解掩盖自己的道德败坏，反对将业务能力与道德水平割裂开来，同时批评了有关方面管理缺失，一味捂盖子灭火，导致一起几乎酿成生命惨剧的重大事故在将近一年后才被揭发出来，和有关方面试图用删文的方式平息争议的不明智做法[29][30]。5月16日，赵彬彬发布题为《零容忍！这是起点！国家卫健委公布肖某事件调查结果》的短视频，呼吁建立公平诚信，铲除行业毒瘤[31]。
- 5月15日，《人民日报》官方网站人民网发布题为《反思肖某舆情事件，以刀刃向内重塑信任》的评论，明确指出了舆情产生的原因是公众对于公平的诉求，肯定了调查的必要性和专业性[32]。
- 5月15日，新华社官方网站新华网发布题为《让医德医风建设为健康中国护航》的评论，批评了肖、董二人的行为，肯定了有关部门的调查和追责，呼吁加强医德医风建设[33]。
- 5月16日，中央廣播電視總台中央人民广播电台发布题为《彻查“肖某引发舆情事件” 维护全社会良好医德医风》的评论[34]。
- 5月16日，澎湃新闻发布题为《清理“滥竽充数者”，为医者正名》的评论，肯定了有关部门的果断处理，呼吁建立公平公正，整顿医务人员队伍[35]。
- 5月16日，《健康报》发布题为《对违规违纪违法行为“零容忍”》的评论[36]。

除了主流媒体以外，首都医科大学原校长饶毅教授的微信公众号“饶议科学”5月1日起发表了多篇关于北京协和医学院和“4+4试点班”的推文，包括《请勿错怪王辰教授》《协和医学院招生的弱点及其解决办法》等。